# Свиридов, Илья Тимурович
Илья́ Тиму́рович Свири́дов (род. 24 декабря 1980, Москва, РСФСР, СССР) — депутат Совета депутатов муниципального округа Таганский, общественный деятель. С 2014 по 2021 годы занимал должность главы муниципального округа Таганский и председателя Совета депутатов муниципального округа Таганский города Москвы.

## Биография
Родился в Москве. Учился в общеобразовательной школе № 1140 с физико-математическим уклоном и школе № 325 с юридическим уклоном. В 1997 году, окончив школу, поступил в Государственный университет по землеустройству на кафедру земельного права. В 2000 году, будучи студентом, начал работать по специальности — занимался земельным правом в Московском земельном комитете.
В 2002 году, окончив университет, продолжил работать в Московском земельном комитете, представляя интересы Правительства Москвы в арбитражных и районных (мировых) судах до конца 2004 года.
В 2006 году зарегистрировал собственную юридическую компанию, специализирующуюся на вопросах земельного права.
В 2008 году поступил в аспирантуру Московской государственной юридической академии им. Кутафина на кафедру Земельного права. В 2015 году защитил диссертацию по теме «Особенности приобретения права частной собственности на землю в городах федерального значения: на примере города Москвы», получив степень кандидата юридических наук. В 2018 году Диссернет обнаружил в диссертации Свиридова заимствования из работ различных учёных. Высший Аттестационный совет вызвал его для объяснений, но Свиридов не приехал, а прислал отказ от диссертации. 22 апреля 2019 года Министерство науки лишило его учёной степени.

#### Членство в «Справедливой России»
В 2009 году вступил в Союз сторонников партии «Справедливая Россия». В 2010 году вступил в партию «Справедливая Россия». В начале 2010 года инициировал и сопродюсировал телевизионный проект «Герои Великой Войны». Проект был совместно организован партией «Справедливая Россия», продюсерской студией «Аквила ТВ» и компанией «Земельных Дел Контора» и приурочен к 65-годовщине Великой Отечественной войны. Были созданы 20 видесюжетов о ветеранах и выпущен подарочный DVD (демонстрировался в эфире ТРК «Звезда»).
В марте 2011 года инициировал партийный проект «Чистый подъезд». С мая 2011 года член Бюро Московского отделения партии.
С апреля 2012 года — секретарь Бюро московского отделения партии. Был избран руководителем Таганского районного отделения партии.
На выборах муниципальных депутатов в городе Москве, состоявшихся 4 марта 2012 года, Свиридов баллотировался в депутаты Муниципального Собрания внутригородского муниципального образования Таганское третьего созыва. Был выдвинут от партии «Справедливая Россия» по многомандатному избирательному округу № 2. Набрал 19,76 % (2680) и был избран муниципальным депутатом.
19 июня 2012 года состоялась учредительная конференция общественного движения «Социал-демократический союз молодёжи Справедливая сила», призванного стать молодёжным крылом партии. 1 марта 2013 года движение было зарегистрировано в Минюсте РФ. Илья Свиридов, действующий депутат муниципального собрания ВМО Таганское, был избран председателем движения.
С октября 2013 года — член Президиума Центрального Совета партии «Справедливая Россия».
В декабре 2013 года Свиридов стал одним из инициаторов референдума против платных парковок в Москве. Московской городской избирательной комиссий была зарегистрирована инициативная группа, проводился сбор подписей. За месяц требовалось собрать 140 тысяч подписей москвичей, но сделать это не удалось[значимость факта?].
Член регионального штаба ОНФ в Москве с 2015 года, руководитель региональной рабочей группы «Общество и власть: прямой диалог».
В 2017 году стал единственным депутатом, переизбранным от «Справедливой России» по Таганскому району города Москвы на новый срок, переизбран главой муниципального округа Таганский.

#### Муниципальный депутат
Илья Свиридов являлся председателем Совета депутатов Таганского района и главой МО Таганский с 17 декабря 2014 года по июнь 2021 года.
В сентябре 2017 года большинством голосов Илья Свиридов переизбран главой муниципального округа.
Является заместителем руководителя рабочей группы по безбарьерной среде при Департаменте социальной защиты населения Правительства Москвы. Состоит в рабочей группе по благоустройству скверов Садового кольца при Департаменте ЖКХ и благоустройства Правительства Москвы.
В 2015 году Илья Свиридов внёс в Московскую городскую Думу на рассмотрение законопроект «О наделении органов местного самоуправления внутригородских муниципальных образований в городе Москве отдельными полномочиями города Москвы в сфере организации и проведения капитального ремонта общего имущества в многоквартирных домах в рамках реализации региональной программы капитального ремонта общего имущества в многоквартирных домах на территории города Москвы». Законопроект был поддержан большинством голосов депутатов.
В августе 2018 года ЦИК утвердила вопросы инициативных групп для референдума о повышении пенсионного возраста, одна из которых была под руководством Ильи Свиридова от «Справедливой России». Впоследствии ЦИК отказал инициативным группам в проведении Референдума. Верховный суд оставил это решение в силе.
В феврале 2019 года выступил против строительства мусорного кластера "Бойня" на границе Таганского и Нижегородского районов на Юго-Востоке Москвы. Провел собрание граждан в и был оштрафован судом за несанкционированную акцию (по ст. КоАП РФ 20.2, Ч.2) на 20 000 рублей.
Сумел добиться признания факта незаконного капитального строительства и рассмотрения дела в Арбитражном суде Москвы.

#### Участие в избирательных кампаниях
Дважды (в 2012 и 2017 годах) избран депутатом совета депутатов муниципального округа Таганский.
В 2014 году участвовал в выборах депутатов Московской городской Думы по одномандатному округу № 44.
В 2016 году участвовал в выборах депутатов Государственной Думы РФ по избирательному округу № 0206 (Тушинский — город Москва).
Занял на этих выборах 5-е место, набрав 6,54 % (10655 голосов).
В 2019 году участвовал в выборах Московской городской Думы по одномандатному округу №44. Шёл на выборы как самовыдвиженец. 
Занял на этих выборах 2 место, набрав 43,77% (15738 голосов) при общей явке в  21,77 %.

##### Выборы Мэра Москвы 2018
В июле 2018 года Илья Свиридов преодолел муниципальный фильтр и был зарегистрирован в качестве кандидата в мэры Москвы от политической партии «Справедливая Россия». В газете Коммерсантъ отмечалось, что преодолеть муниципальный фильтр Свиридову помогли не только самовыдвиженцы и представители других партий.
На выборах Мэра Москвы занял 3-е место, набрав 7,01 % (158106 голосов) при общей явке в 30,49 %.
| Место | Кандидаты в мэры Москвы | Партия              | Полученный процент | Количество полученных голосов |
| ----- | ----------------------- | ------------------- | ------------------ | ----------------------------- |
| 1     | Сергей Собянин          | Единая Россия       | 70,17 %            | 1582762                       |
| 2     | Вадим Кумин             | КПРФ                | 11.38 %            | 256717                        |
| 3     | Илья Свиридов           | Справедливая Россия | 7,01 %             | 158106                        |
| 4     | Михаил Дегтярёв         | ЛДПР                | 6,72 %             | 151642                        |
| 5     | Михаил Балакин          | Союз горожан        | 1,87 %             | 42192                         |

#### Международная деятельность
Один из шести инициаторов проведения в России XIX Всемирного фестиваля молодежи и студентов. Член Президиума Национального подготовительного комитета фестиваля. За вклад в подготовку и проведение фестиваля награждён грамотой и памятной медалью Президента России В. В. Путина.

## Семья и личная жизнь
Дед — Свиридов Георгий Иванович, известный советский писатель, первый председатель Федерации бокса СССР.
Отец — Свиридов Тимур Георгиевич, российский писатель-фантаст, популяризатор астрологии (Павла Глобы), один из основателей Авестийской школы астрологии, в 1991-2004 гг. проживал в Канаде, где занимался веб-графикой и музыкой. 
Женат, воспитывает сына и двух дочерей.

## Доходы и собственность
Согласно декларации о доходах за 2018 год, Илья Свиридов заработал 1,641 769,11 рублей. В его собственности два участка площадью 635 и 707 м² и жилой дом площадью 274,9 м². Также в долевой собственности (1/2) квартира 82,6 м². Ему принадлежат автомобиль Ford Mondeo (2015), жене — Volvo XC90 (2015).